# 只要說你愛我
《只要說你愛我》為臺灣歌手王傑的第二十張個人專輯，也是第十三張國語專輯，發行於1994年1月20日，由飛碟唱片公司發行。

## 專輯簡介
專輯由王傑、陳大力、李子恆共同製作，分為紙盒版和普通版，首周登上金曲龍虎榜便奪下亞軍，銷售一舉突破4白金，而睽違兩年都沒有舉辦大型歌友會的王傑，亦特別從加拿大返台參加中廣流行網「金色的頻道」於3月6日舉辦的「面對面」歌友會活動，場地原訂在中廣音樂廳，但因反應太過熱烈，因此改在環亞飯店二樓大會堂舉辦，活動當天擠滿了超過1200位的歌迷，同門師弟林志穎、蘇有朋、王韻嬋等均到場助陣，王傑的歌迷組織「王傑朋友會」也親手製作大型獎狀送給王傑，為他贏得「亞洲歌聖」給予肯定。專輯中王傑也投入了不少詞曲創作，其中一首節奏輕快的舞曲「今天我不回家」，就是王傑每天在山上騎機車享受速度的快感下，產生靈感而寫出的歌曲。

## 曲目
| 曲序 | 曲名                    | 曲         | 詞       | 編曲            | 附註                               | 粤語版本                                   |
| 01   | 只要說你愛我            | 王傑       | 王傑     | Ricky Ho        |                                    | 感激你在等我，收錄於專輯《啞巴的傑作》     |
| 02   | 回首夢已遠              | 陳大力     | 陳大力   | Ricky Ho        | 華視單元劇《國姓爺傳奇》主題曲     | 張開你雪亮的眼睛，收錄於專輯《啞巴的傑作》 |
| 03   | 今天我不回家            | 王傑       | 李子恆   | Iskandar Ismail |                                    |                                            |
| 04   | 沒有你我依然可以        | 王傑       | 劉虞瑞   | Ricky Ho        |                                    | 能否不想你，收錄於專輯《啞巴的傑作》       |
| 05   | 決戰                    | 陳大力     | 李子恆   | Ricky Ho        |                                    |                                            |
| 06   | 我只要一個真實的明天    | 李子恆     | 李子恆   | Belinda Foo     | 中視八點檔《牽手出頭天》主題曲     | 啞巴的話，收錄於專輯《啞巴的傑作》         |
| 07   | 聚少離別多              | 殷文琦     | 王傑     | Ricky Ho        |                                    | 愛情重傷，收錄於專輯《啞巴的傑作》         |
| 08   | 孤獨英雄                | 王傑       | 劉虞瑞   | Ricky Ho        | 華視港劇《我本善良》主題曲         |                                            |
| 09   | 滄桑                    | 陳大力     | 陳大力   | Ricky Ho        |                                    | 嚮往，收錄於專輯《啞巴的傑作》             |
| 10   | Sometimes When We Touch | Barry Mann | Dan Hill | Ricky Ho        | 原曲由 Dan Hill 主唱，於1978年發行 |                                            |

## 唱片版本
- 錄音帶版
- CD版

## 專輯文案
路 是一步一步走出來的
愛 是一點一點換回來的
人生 也是這樣
一頁一頁 真真實實 活下去的......

人心永遠跟不上時間的腳步
每當青春的意氣風發仍在心中沸騰時
驀然回首 
才發現渾身早已挂滿歲月的痕迹
掙扎也不是 認命也不是
如果有一天我能大聲對自己說
“終於你可以無愧於心”
不管付出是怎樣的代價
我就心滿意足了
路上的風 好冷
原來身邊的熊熊烈火已成餘燼
沒有一個小站是永遠落腳的地方
這麽多年 我只學會告訴自己
路總是要繼續走下去
不管前方是否有更充裕的材薪 更耀眼的烈火
如果說一句真實的話 會得罪一些人
如果做一件真實的事 會招致一些批評
如果當一個真實的自己 會換來異樣眼光
我無悔無憾
畢竟踏實的人生 本就該有血有肉
快樂 只有自己能分享
痛苦 也只有自己能夠承擔
人活著 真的需要一點勇氣
該做夢的時候 要勇於編織夢想
該真實的時候 要勇於面對現實
困難的是
如何在夢想與現實間畫條清清楚楚的線
而無悲無喜
十二月二十八日下午
長安東路上的某家Coffee Shop裡
桌上的咖啡是冷的 談論的情緒是熱的
每個人都在編織著美麗的情節
關於專輯封面的故事
王傑堅持不要夢
只要誠實
一種像自己的誠實就好
雖然
王傑如生龍活虎
自由穿梭在螢光幕上
各種角色
信手拈來 入木三分
但是
在私人的音樂空間裡
王傑說自己不是個好演員
心情 表情 甚至感情
即使唱了這麼多年 這麼多歌
畢竟 習慣自己三十年了
揣摩別人 扮演別人
對於王傑而言
真的 很難

鏡頭下的王傑 很誠實
沒有顏色的包裝 忠於自己的原味
笑容。 眼神。 情緒。 感覺。 姿勢。
都是實實在在 自自然然
就好像
音樂裡的王傑 很誠實
勇敢。 認真。 執著。 真實。
唱出每個人心中
跌跌撞撞 尋尋覓覓

你和我都可以感覺得到
王傑
每一種簡單的生活哲學
傷心。 快樂。 溫柔。 熱情。

這一次
王傑
真的誠實

## 音樂錄影帶
- 只要說你愛我（林美貞主演）
- 我只要一個真實的明天
- 聚少離別多